# Marcel Maurières
 (janvier 2019).
Marcel Maurières est un journaliste, instituteur et pédagogue français né le 7 février 1924 à Castelsarrasin et mort le 27 avril 2008 à Montauban (Tarn-et-Garonne).

## Biographie

### 1924 - 1943: l'enfance
Naissance le 7 février 1924 à Castelsarrasin (à Gandalou précisément) en Tarn-et-Garonne. Huitième et dernier enfant d'une famille paysanne.
Après avoir fréquenté les écoles de Gandalou, des cloutiers et de Bénis, il obtient le certificat d’études primaires élémentaires (CEPE)  en 1936.
Son admission au concours départemental décernant les bourses, lui permet de poursuivre sa scolarité à l’Enseignement primaire supérieur ; cet enseignement permettait aux enfants issus de familles modestes de suivre leur scolarité, pour ensuite préparer les concours de l’École normale.
En 1943, il obtient le Baccalauréat ("math-elem") à Moissac.
À la rentrée scolaire 1943, un poste de surveillant au lycée de Moissac lui permet de se lancer dans la préparation des concours d'entrée à l'école polytechnique et à l'École normale supérieure.

### 1944 - 1947: années charnières
L’appréhension du STO (service du travail obligatoire) le conduit à abandonner la voix des études pour trouver un travail dans le Gers et le Lot au Service  géographique de l'armée (qui deviendra après guerre l'IGN). Il semble profiter de cette « couverture » pour participer aux activités d'une organisation de résistance dépendant de l'Organisation de résistance de l'armée (ORA). Il devient membre des Forces françaises de l’intérieur (FFI) en juin 1944 et, en suivant, adhère aux Jeunes communistes de France et au Parti communiste français. Il devient rapidement Responsable Départemental des Jeunes du Front national (près de 250 adhérents) où il essaye de développer la préparation militaire dans le but de constituer une armée populaire (à l'encontre d'une armée de métier). 
Il participe au 1er congrès du Front national en tant que délégué départemental. Il gardera un souvenir ému d'avoir pu côtoyer (à 20 ans) des personnalités telles que  Frédéric Joliot-Curie, Laurent Casanova, Pierre Villon...
Après la capitulation nazie le 8 mai 1945, il s'engage en septembre 1945 dans l'armée pour trois ans et est affecté au 68e Régiment d'artillerie Blindée (faisant partie de la fameuse 2e DB). Après une instruction (Alsace, Allemagne, Les Sables-d’Olonne) physiquement difficile, il est Brigadier-Chef et part comme "instructeur" à Périgueux puis près de Bordeaux (camp de Souge). 
En 1946, retenu pour l’école de Coëtquidan, il préfère profiter d'une loi dite de « dégagement des cadres » et rentrer en Tarn-et-Garonne.
Après avoir trouvé un emploi à la toute jeune Sécurité Sociale en tant qu'agent itinérant basé à Castelsarrasin, il reprend une activité militante intense : secrétaire de cellule, secrétaire de section (comprenant une dizaine de cellules) et membre du bureau fédéral du Parti communiste français où il a la responsabilité de trois écoles élémentaires du Parti communiste français. Il est aussi pendant quelques mois Secrétaire de l'Union locale des Syndicats CGT et participe au bureau de l'Union départementale.

### 1948 - 1956: journaliste et militant

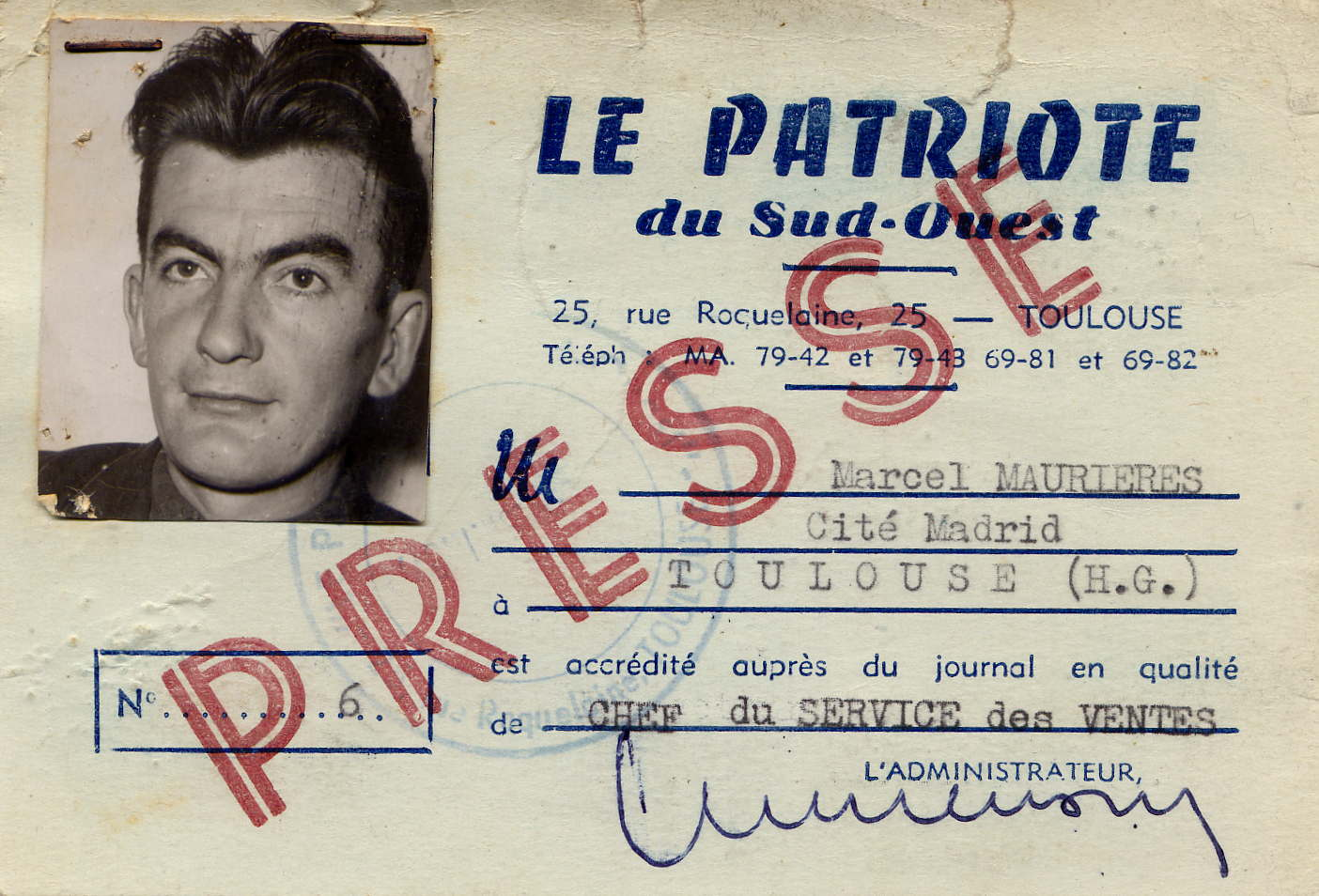
Carte de Presse journal Le Patriote

En janvier 1948, il devient correspondant départemental du journal Le Patriote du Sud-Ouest ; le journal  est issu de la Résistance, il a été l’organe du Front National de la Résistance ; le premier directeur  en fut André Wurmser et le rédacteur en chef, Pierre Gamarra. En 1950, Marcel Maurières intègre la rédaction régionale (Toulouse) dont il deviendra rapidement responsable, et rédacteur en chef adjoint, puis secrétaire et chef du service des ventes jusqu'à la fin du journal, en 1956.

### 1956 - 1966: instituteur
Il débute dans l'enseignement comme instituteur remplaçant en septembre 1956 à Aubenton (Aisne), et, après l'obtention du CAP, devient en 1958 l'instituteur - Directeur de l'école de la petite commune de Lerzy (Aisne) auquel s'ajoutera rapidement la fonction de secrétaire de Mairie.
Il participe activement à la vie de la commune (nombreux travaux d'aménagement de l'école), la vie syndicale (en tant que Responsable du Syndicat national des instituteurs) et quelques recherches d'histoire (publiées dans la presse locale et réalisation d'une exposition).

### 1967 - 1984: inspecteur

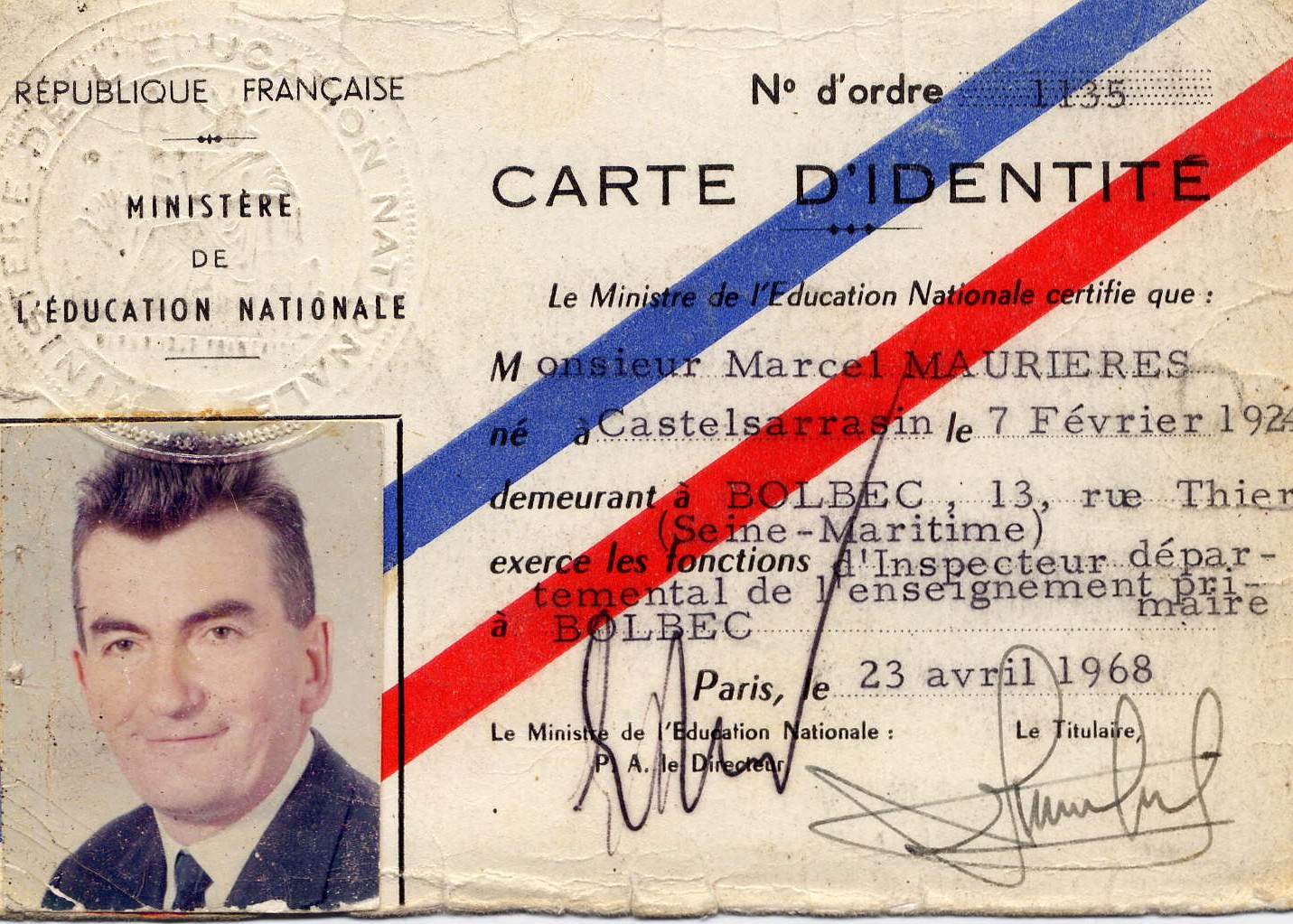
Carte IDEN

Prise de fonction en janvier 1967 à Bolbec (Seine-Maritime). Après une prise de connaissance de la circonscription et des enseignants, Marcel Maurières créé la revue Entre-Nous (juin 1967) destinée à favoriser les échanges d'expériences entre enseignants. Cette revue va être publiée pendant plus de 30 ans.
Marcel Maurières va notamment consacrer beaucoup d'effort à l'enseignement des mathématiques à l'école primaire (alors abusivement appelées "mathématique moderne"), et publier nombre de documents pédagogiques, édités et distribués gratuitement aux enseignants. Il crée au Havre l'association des Professeurs de Mathématiques et y reçoit notamment le professeur Jean Dieudonné (membre du groupe Bourbaki). Avec Mme  Métenier, il est aussi à l'origine de la fondation de l'IREM (Institut de recherche sur l'enseignement des mathématiques) dont il sera longtemps membre du Conseil d'administration. Cette activité lui valut par deux fois les honneurs de la télévision régionale.
Nombreuses réalisations au cours de  ces années, avec par exemple :
- Création du Groupement des enseignants de la circonscription de Bolbec (GECB)
- Création en 1972 du Centre local de documentation pédagogique (CLDP) de Lillebonne, premier de France par sa conception.
- Création du premier regroupement scolaire de Saint-Antoine-la-Forêt
- Création et présidence de la Société d'études et de recherches du Pays des CalètesPalmes académiques

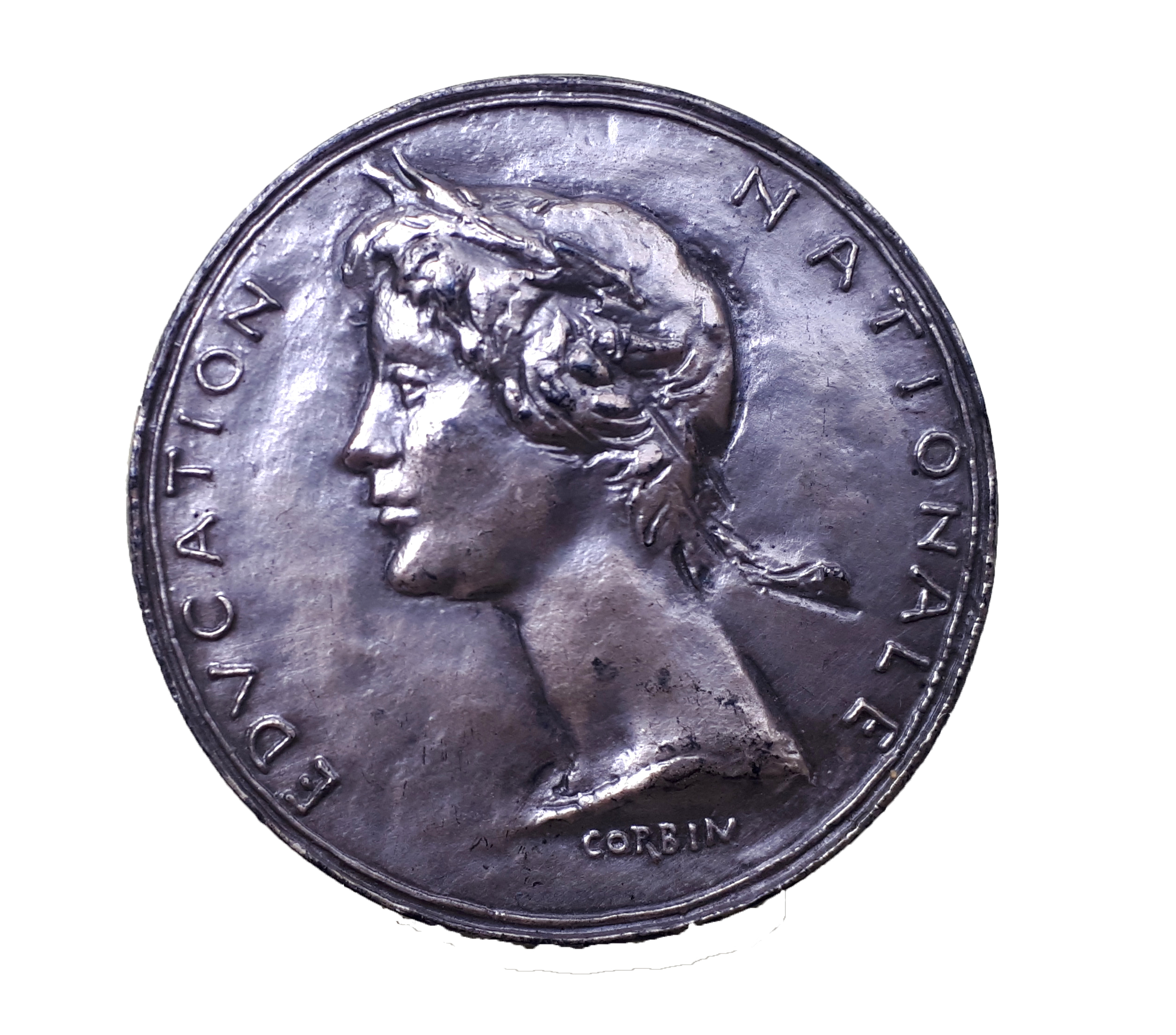
Palmes académiques

### 1984: une retraite bien remplie
Une fois à la retraite Marcel Maurières va s'investir dans de nouvelles activités. Citons par exemple :
- Travail au sein de l'association des  « Amis de la bibliothèque Centrale de prêt » de Montauban, tout d'abord comme simple membre puis comme Président, avec de nombreuses publications dont « 800 auteurs - 10 siècles de vie littéraire en Tarn-et-Garonne » (trophée de la culture décerné par le Conseil Général du Tarn-et-Garonne) et Racismes : Défi aux droits de l'Homme.
- travail au sein de la « Compagnie des écrivains du Tarn-et-Garonne », avec l'édition de nombreux fascicules
- investissement dans la vie municipale, tout d'abord comme Conseiller Municipal de Léojac (1983) puis adjoint (1989) et enfin Maire (1990-1995)
- activité « militante » au sein du PCF avec la création et l'animation d'une commission d'histoire et la publication de nombreux articles sur l'histoire du PCF et de la résistance en Tarn-et-Garonne aboutissant finalement à la rédaction et la publication d'un ouvrage Le P.C.F. dans la résistance en Tarn-et-Garonne et une exposition sur l'histoire du PCF en Tarn-et-Garonne depuis le congrès de tour.
- En 1994, à la suite d'une prise de conscience sur la réalité de l'URSS, Marcel Maurières ne reprendra pas sa carte (la 50e) au PCF,  il continuera à publier des articles consacrés notamment aux républicains espagnols dans la revue fédérale du PCF et restera comme il le précise dans ses mémoires "fidèle à mes opinions et à mon idéal de jeunesse. Je reste toujours près du Parti, auquel je dois tant et continuerai à l'aider dans la mesure de mes possibilités."